# Verbriefung
Eine Verbriefung ist allgemein die Zusicherung eines Rechts in einem Schriftstück. Im Finanzwesen wird speziell unter einer Verbriefung (englisch securitisation) die Ausstellung von handelbaren Wertpapieren aus Buchforderungen oder Eigentumsrechten an Vermögenswerten verstanden.

## Allgemeines
Beteiligte an einer Verbriefung sind der Originator, der einen Teil seiner Vermögenswerte (überwiegend Forderungen) an ein Conduit oder eine Zweckgesellschaft im Wege des Risikotransfers überträgt, sowie die Anleger, welche die verbrieften forderungsbesicherten Wertpapiere erwerben. 
Anfang der 1970er Jahre setzte an den internationalen Geld- und Kapitalmärkten eine Entwicklung ein, die durch eine starke Zunahme der Emission von Wertpapieren zu Lasten einer Aufnahme von Buchkrediten (etwa Konsortialkredite) geprägt war. Erster Vorläufer der Verbriefung war das Schuldscheindarlehen. Verbriefung bedeutet die Einbringung eines Kreditvertrages in eine Urkunde, die als Wertpapier fungibel ist und damit leicht von einem Gläubiger zu einem anderen Gläubiger übertragen werden kann. Ginnie Mae begann 1970 durch ihr Pass-Through-Programm mit der Verbriefung von Hypothekendarlehen des US-Sekundärmarktes, wobei sie nicht selbst Wertpapiere emittierte, sondern als Garant für andere Emittenten fungierte (englisch Credit Enhancement). Die Hypothekenbank Freddie Mac entwickelte 1971 mit ihrem Participation Certificate die Verbriefung von nicht staatlich besicherten Hypotheken, indem sie die Hypotheken selbst aussuchte, zusammenfasste und sie anschließend emittierte. Gleichzeitig setzte auch eine Verbriefung von Bankguthaben durch Sparbriefe ein.
In den letzten Jahren ist ein zunehmender Trend zur Verbriefung von auch exotischen Eigentumsrechten zur Erweiterung der Finanzierungsmöglichkeiten des Emittenten (Originators) zu beobachten.

## Arten verbriefter Wertpapiere
Bei forderungsbesicherten Wertpapieren sind folgende Arten bekannt:
| Asset Backed Securities (ABS)             | Unterart/Portfolio |
| ----------------------------------------- | --- |
| Asset Backed Securities im engeren Sinn:  | Autokredite, Bankkredite, Konsumkredite, Kreditkartenforderungen, Leasingforderungen                                                                                   |
| Mortgage Backed Securities (MBS)          | Hypothekenbesichertes Wertpapier: Collateralized Mortgage Obligations (CMO) Commercial Mortgage Backed Securities (CMBS) Residential Mortgage Backed Securities (CMBS) |
| Collateralized Debt Obligations (CDO)     | Collateralized Loan Obligations (CLO) Collateralized Bond Obligations (CBO)                                                                                            |
| Asset Backed Securities im weiteren Sinn: | besichertes Geldmarktpapier (ABCP) |
| Pfandbriefe                               | Hypothekenpfandbriefe Schiffspfandbriefe |

Während die Asset Backed Securities im engeren Sinn und Pfandbriefe zum Kapitalmarkt gehören, sind die besicherten Geldmarktpapiere Handelsobjekte auf dem Geldmarkt.

## Verbriefung von Forderungen
Die Verbriefung geschieht mittels einer Zweckgesellschaft (englisch special purpose vehicle, abgekürzt SPV) oder eines Conduits, deren einziger Zweck die Emission dieser Wertpapiere ist und deren Aktiva aus den in diese Gesellschaft eingebrachten Eigentumsrechten bestehen.
Die so verbrieften Rechte lassen sich weiter nach Risikogesichtspunkten aufgliedern und handeln.

### Ablauf
In einer Verbriefungstransaktion überträgt der Verkäufer (Originator) bestimmte Vermögenswerte an einen Käufer. Der Käufer refinanziert diesen Kauf durch die Emission von Wertpapieren auf dem Geld- oder Kapitalmarkt. Beim Käufer handelt es sich in der Regel um eine Zweckgesellschaft/Conduit. Aufgrund der häufig hohen Komplexität der Transaktionen wird der gesamte Prozess in der Regel durch einen Dritten (englisch Arranger) beratend und vor allem strukturierend begleitet.
Notwendige Voraussetzung für die Verbriefbarkeit eines Vermögenswerts ist, dass er über einen bestimmten Zeitraum hinweg einen stetigen Zahlungsstrom gewährleistet, um die Refinanzierung des Käufers abzudecken. Besonders geeignet hierfür sind Kreditforderungen, die mit einem festen Zins- und Tilgungsplan über die gesamte Kreditlaufzeit ausgestattet sind und somit einen berechenbaren Kapitalzufluss versprechen.
Da ein Einzelunternehmen häufig nicht das nötige Geschäftsvolumen für eine einzelne True-Sale-Transaktion („Single-Seller-Struktur“) aufbringt, bündelt man diese Transaktionen; somit wird die Refinanzierung kosteneffizienter. Im Falle mehrerer Verkäufer („Multi-Seller-Struktur“) obliegt die Führung des Refinanzierungsregisters dem Refinanzierungsmittler. Sind mehrere Refinanzierungsmittler beteiligt, so ist darauf zu achten, dass die jeweiligen Refinanzierungsgegenstände in das Refinanzierungsregister bei dem jeweils zuständigen Refinanzierungsmittler eingetragen werden. Eine Eintragung im falschen Register hätte die Unwirksamkeit der Eintragung zur Folge.
Um die Komplexität der zugrunde liegenden Vermögenspositionen für die Investoren in die Wertpapiere greifbar zu machen, sind Ankaufskriterien festzulegen, die dafür sorgen, dass der Abverkauf der Vermögenspositionen vor allem insolvenzrechtlich sicher ist. Aus diesem Grund sind häufig viele juristische Fragestellungen für eine Transaktion zu klären.
Bevorzugt werden ganze Portfolios von Vermögenspositionen verkauft und Ratingagenturen sollten durch verschiedene einzuhaltende Kriterien und Kennzahlen (Schwellenwerte) dafür sorgen, dass das Risikoprofil des Portfolios in vorab vereinbarten Grenzen bleibt. Werden diese Schwellenwerte durchbrochen, kann die Transaktion in der Regel ohne wesentliche Verluste für die Investoren beendet werden.
Wenn das Portfolio nicht dem gewünschten Risikoprofil der zu emittierenden Wertpapiere entspricht, wird eine Risikominderung mit Hilfe von sogenannten Credit Enhancements durchgeführt. Dies kann zum Beispiel eine Warenkreditversicherung für Forderungen aus Lieferung und Leistung sein.
Die Risikominderung und die gegebenenfalls rechtzeitige Terminierung einer Transaktion macht dieses Instrument für Investoren attraktiv. Dem Nachteil der Komplexität der Transaktion steht in der Regel als Vorteil eine meist deutlich höhere erzielbare Rendite als bei anderen Wertpapieren mit vergleichbarem Rating gegenüber.

### Forderungsbesicherte Wertpapiere (ABS)
Eine Verbriefungstransaktion, die auf der Emission von forderungsbesicherten Wertpapieren (englisch asset-backed security, abgekürzt ABS) basiert, wird als ABS-Transaktion bezeichnet. Eine ABS-Transaktion beruht auf einer Dreiecksbeziehung zwischen einem Forderungsverkäufer (Originator), einer Zweckgesellschaft und dem Investor. Tritt beispielsweise eine Bank als Verkäuferin ihrer Kreditforderungen auf, bündelt sie zunächst geeignete Kredite in einem Forderungspool und verkauft sie an die Zweckgesellschaft. Diese dient lediglich dem Zweck der Verselbstständigung der Forderungen. Bei den Zahlungsansprüchen, die in ABS-Transaktionen verbrieft werden, handelt es sich in der Regel um nach bestimmten Diversifikationsregeln zusammengefasste Finanzaktiva eines Unternehmens. Der Originator erhält im Gegenzug den Wert der verkauften Forderungen als flüssige Mittel. Die erwerbende Zweckgesellschaft refinanziert sich selbst wiederum über die Platzierung von Wertpapieren am Kapitalmarkt. Die Zins- und Tilgungsleistungen an die Investoren werden aus den umstrukturierten Zins- und Tilgungszahlungen der Kreditnehmer geleistet. Die Zweckgesellschaft ist ausschließlich für die Verbriefung dieser Forderungen gegründet und hält als einziges Aktivum das Risiko aus diesem diversifizierten Forderungspool. Ein Treuhänder gewährleistet die Durchführbarkeit der Transaktion und die Sicherheit der Zahlungsströme, indem er Zahlungen und Forderungen verwaltet. Die Zahlungsströme, die zur Sicherung der Wertpapiere (in der Regel besicherte Geldmarktpapiere und Medium Term Notes) dienen, können zu einem anderen Zeitpunkt eingehen als die Zahlungen, die unter den Wertpapieren fällig sind. Insofern ist ein enges Zins- und Cashflow-Management für dieses Produkt notwendig. Eine Ratingagentur bewertet die Emission und beeinflusst so den Platzierungserfolg und Preis der Wertpapiere. Darüber hinaus können auch ein Arrangeur (meist eine Investmentbank), der Auswahl und Strukturierung des Forderungsbestandes unterstützt, und ein Servicer, der die verkauften Forderungen und die Kreditnehmer betreut, eingebunden werden. Oft übernimmt der Forderungsverkäufer die beiden letztgenannten Funktionen selbst, da er in diesem Fall nach derzeitigen Bestimmungen der deutschen Bankenaufsicht die ursprünglichen Kreditnehmer nicht von der Kreditverbriefung unterrichten muss.

### True-Sale-Verbriefung
Werden die Vermögenswerte mit bilanzbefreiender Wirkung für den Verkäufer auf den Käufer (die Zweckgesellschaft) übertragen, spricht man von einer True-Sale-Verbriefung. Es findet schuldrechtlich ein regressloser Verkauf der Vermögenspositionen und sachenrechtlich eine Übereignung statt (da es sich bei den im Wege von ABS-Transaktionen verbrieften Vermögenspositionen in der Regel um Forderungen handelt, werden diese im Wege der Abtretung übertragen), sodass die Vermögenspositionen aus dem Vermögen des Verkäufers vollständig, also inklusive aller mit ihnen verbundenen Risiken, ausscheiden. Die Bankenaufsicht erkennt die Übertragung von Vermögenswerten aus dem Bestand des Originators auf eine Zweckgesellschaft oder ein Conduit nur dann an, wenn der Risikotransfer tatsächlich stattfindet (englisch clean break). Durch die Verbriefung muss gemäß Art. 243 Verordnung (EU) Nr. 575/2013 Kapitaladäquanzverordnung (CRR) ein signifikantes Kreditrisiko übertragen werden.

### Synthetische Verbriefung
Im Gegensatz zur True-Sale-Verbriefung findet bei synthetischen Verbriefungen lediglich ein schuldrechtlicher Transfer von einzelnen oder allen mit der Forderung zusammenhängenden Risiken mit Hilfe von Kreditderivaten statt. Die Forderungen verbleiben beim Originator, dessen Kreditrisiko etwa durch einen Credit Default Swap durch den Pool auf Sicherungsgeber übertragen wird. Synthetische Verbriefungen haben für den Originator – im Gegensatz zu True-Sale-Verbriefungen – keinen Einfluss auf die Höhe des in der Bilanz vorhandenen Kreditportfolios. Sie reduzieren allerdings das damit verbundene Ausfallrisiko und somit die dafür geltenden bankaufsichtsrechtlichen Eigenkapitalanforderungen, indem der Originator das bessere Rating des Sicherungsgebers im Wege der so genannten Bürgensubstitution seinem Kreditrisiko zugrunde legen darf und im Falle eines Kreditereignisses vom Sicherungsgeber die Rückzahlung des Kredites erhält (Art. 114, 137 f. CRR).

### Tranchen
Die verbrieften Kredite (englisch Notes genannt) können nach ihrer Bonität in Tranchen aufgeteilt werden, die jeweils ein individuelles Rating bekommen.
Typisch ist die folgende Untergliederung der „Notes“ nach absteigender Bonität in Tranchen:
- A oder Senior (Anleiheklasse A),
- B oder Junior (Zinszahlungen für diese Tranche erfolgen in der Regel erst nach Bedienung der A-Tranche),
- Mezzanine (besitzt meist kein Rating),
- First Loss Piece Equity (schlechte Bonität, wird meist von Hedgefonds gekauft, da hohe Renditeerwartung).

Sämtliche Tranchen gehören der schlechtesten Anlageklasse an. Ein Credit Enhancement dient dazu, von Ratingagenturen ein besseres Emissionsrating dieser Tranchen zu erhalten, das günstiger ist als die Ratings der im Pool vertretenen Vermögenswerte. 

### Anforderungen
Für eine ABS-Transaktion sind folgende wesentliche Punkte zu beachten:
- Kontrollierte Zusammenstellung der anzukaufenden Portfolios nach den Eligibilitäts- und Limit-Regeln. Diese werden aufgrund historischer Performance definiert.
- Implementierung der notwendigen Risikominderung durch geeignete Credit Enhancements.
- Definition von geeigneten Risikokennzahlen und Eskalationsmaßnahmen.
- Kontinuierliches Reporting, um diese Punkte zu überwachen.
- Vertragliche Dokumentation der in den Punkten festgelegten Rahmenbedingungen für die Ankäufe und das Servicing der Zahlungsströme.
- Ablaufsichere Abwicklung der Transaktion.

## Wiederverbriefung
Bei der Wiederverbriefung (auch Zweitverbriefung; englisch securities squared) nach Art. 4 Abs. 1 Nr. 62 CRR handelt es sich um „eine Verbriefung, bei der das mit einem zugrunde liegenden Pool von Risikopositionen verbundene Risiko in Tranchen unterteilt wird und mindestens eine der zugrunde liegenden Forderungen eine Verbriefungsposition ist“. Typischer Fall sind Collateralized Bond Obligations oder Zertifikate, deren Sondervermögen aus Aktien, Anleihen oder sonstigen Wertpapieren besteht. Es muss sich um ein Wertpapierportfolio handeln, das bereits im Rahmen einer vorangegangenen Verbriefung erneut etwa durch eine Zweckgesellschaft verbrieft wird.

## Finanzmarkt-Krise
Die Koalition CDU/CSU/SPD von 2005 – mit dem Finanzminister Peer Steinbrück – forderte unter der Überschrift Produktinnovationen und neue Vertriebswege müssen nachdrücklich unterstützt werden eine massive Ausweitung des Instruments: Dazu wollen wir die Rahmenbedingungen für neue Anlageklassen in Deutschland schaffen. Hierzu gehören die Einführung von Real-Estate-Investment-Trusts (REITs) unter der Bedingung, dass die verlässliche Besteuerung beim Anleger sichergestellt wird und positive Wirkungen auf Immobilienmarkt und Standortbedingungen zu erwarten sind sowie der Ausbau des Verbriefungsmarkts.
Im Jahreswirtschaftsbericht 2009 sieht die Bundesregierung, hierin dem Gutachten des Sachverständigenrat zur Begutachtung der gesamtwirtschaftlichen Entwicklung folgend, den Verbriefungsmarkt, auf dem Kreditrisiken gebündelt weiterverkauft wurden, im Zentrum der US-Immobilienkrise, mit der die Finanzkrise ab 2007 begann.

## Bankenaufsichtsrecht
Im Bankenaufsichtsrecht der EU-Mitgliedstaaten müssen Ausfallrisiken generell mit Eigenmitteln unterlegt werden. Die Unterlegung kann durch die Verbriefung von Forderungen mit guter Bonität deutlich reduziert werden, weil die Anrechnung mit Eigenmitteln ratingabhängig ist. Nach Art. 4 Nr. 61 Verordnung (EU) Nr. 575/2013 Kapitaladäquanzverordnung (CRR) ist die Verbriefung ein Rechtsbegriff und wird definiert als „ein Geschäft oder eine Struktur, durch das bzw. die das mit einer Risikoposition oder einem Pool von Risikopositionen verbundene Kreditrisiko in Tranchen unterteilt wird, und das bzw. die folgende Merkmale aufweist:
- die im Rahmen des Geschäfts oder der Struktur getätigten Zahlungen hängen von der Wertentwicklung der Risikoposition oder des Pools von Risikopositionen ab;
- die Rangfolge der Tranchen entscheidet über die Verteilung der Verluste während der Laufzeit der Transaktion oder der Struktur.“

Die Wiederverbriefung ist nach Art. 4 Nr. 63 CRR „eine Verbriefung, bei der das mit einem zugrunde liegenden Pool von Risikopositionen verbundene Risiko in Tranchen unterteilt wird und mindestens eine der zugrunde liegenden Forderungen eine Verbriefungsposition ist.“
Die Bankenaufsicht erkennt die Übertragung von Kreditforderungen aus dem Bestand des Originators auf die Zweckgesellschaft nur dann an, wenn der Risikotransfer tatsächlich durch True-Sale-Verbriefung stattfindet (englisch clean break). Das bedeutet, dass der Originator dann nicht weiter dafür haften darf, dass die Forderungen am Fälligkeitstag durch den Schuldner beglichen werden. Zu diesem Zweck muss die Unternehmensstruktur der Zweckgesellschaft nach Art. 4 Abs. 1 Nr. 66 CRR darauf ausgelegt sein, die eigenen Verpflichtungen von denen des Originators zu trennen und deren wirtschaftliche Eigentümer die damit verbundenen Rechte uneingeschränkt verpfänden oder veräußern können. Der Originator darf beispielsweise im Rahmen des Credit Enhancements keine Rückkaufvereinbarungen mit der Zweckgesellschaft schließen oder Zahlungsgarantien für den Pool abgeben. Zudem darf sich die Zweckgesellschaft nicht im Konsolidierungskreis des Originators befinden (englisch ringfencing). Außerdem darf der Originator keine Credit Default Swaps als Sicherungsgeber zu Gunsten des Pools abschließen. Nur unter diesen Voraussetzungen kann ein Originator keine Regulierungsarbitrage betreiben und erlangt somit keine unbegründeten Eigenmittelerleichterungen, wenn er durch die Verbriefung gemäß Art. 243 CRR ein signifikantes Kreditrisiko die Zweckgesellschaft/das Conduit überträgt.

## Wirtschaftliche Aspekte
Die Verbriefung mit Hilfe von Zweckgesellschaften oder Conduits ist ein Risikotransfer, weil der eigentliche Risikoträger (wie etwa eine Hypothekenbank bei Hypothekendarlehen) sein Finanzrisiko an einen Anleger übertragt. Dadurch ermöglicht der Originator seine eigene Rekapitalisierung. Im Ergebnis werden daher nicht oder nur schwer handelbare Forderungen in handelbare Finanzprodukte umgewandelt (englisch repackaging). Der Nominalzins der besicherten Wertpapiere richtet sich nach Bonität und Rating/Kreditscoring der zugrunde liegenden Forderungen. 
Die Granularität im Pool kann durch eine Vielzahl von Krediten, Kreditarten und Kreditnehmern sowie Branchenmix verbessert werden, so dass das Klumpenrisiko durch Risikodiversifizierung vermindert oder eliminiert werden kann. Es verbleibt stets das systematische Risiko, das nicht durch Risikodiversifizierung beseitigt werden kann und bei derartigen Finanzinstrumenten nicht unterschätzt werden darf. So kann sich eine allgemeine Wirtschaftskrise, Finanzkrise oder ein Hochzinsniveau negativ auf alle Kreditnehmer der im Pool vorhandenen Forderungen auswirken wie dies bei der Finanzkrise ab 2007 der Fall war.
Von Medien und Wissenschaftlern werden die Komplexität von durch Verbriefung entstandenen Anleihen, die mangelnde Markttransparenz der Produkte, das Versagen der Ratingagenturen bei der korrekten Bewertung dieser Instrumente und die mangelnde Bankenaufsicht der staatlichen Organe für die finanziellen Verwerfungen der Finanzkrise ab 2007 verantwortlich gemacht. Besonders die Mortgage Backed Securities (MBS) mit einem guten Rating bestanden zum großen Teil aus so genannten Subprime-Darlehen, also Hypothekendarlehen an einkommensschwache Kreditnehmer mit variablen Zinsen. Die Originatoren haben also sichere Hypotheken mit hoch risikoreichen vermischt und dann mit einem guten Rating der Ratingagenturen weiterverkauft. Das Versagen der Ratingagenturen wie Moody’s oder Standard & Poor’s in der Bewertung dieser MBS wirft noch heute Fragen auf, zumal sie nicht beachtet hatten, dass die Credit Spreads der MBS-Anleihen deutlich höher waren als ihr Rating signalisierte.
Um Liquiditätsrisiken zu vermindern oder auszuschließen, müssen Banken eine Kreditfazilität (Liquiditätslinie; englisch back-up facility) bereitstellen, was durch Ratingagenturen zur Voraussetzung für ein gutes Emissionsrating gemacht wird. Die Refinanzierung der Zweckgesellschaft erfolgt ausschließlich durch forderungsbesicherte Wertpapiere, die wegen des Pools zu gedeckten Anleihen (englisch covered bonds) werden.